# دوك برودر
دوك برودر (بالإنجليزية: Doc Bruder) هو لاعب كرة قدم أمريكية أمريكي، ولد في 5 فبراير 1901 في هيوستن في الولايات المتحدة، وتوفي في 13 نوفمبر 1952.

## وصلات خارجية
- دوك برودر على موقع مرجع كرة القدم المحترفة.كوم (الإنجليزية)